# Franz von Leydig

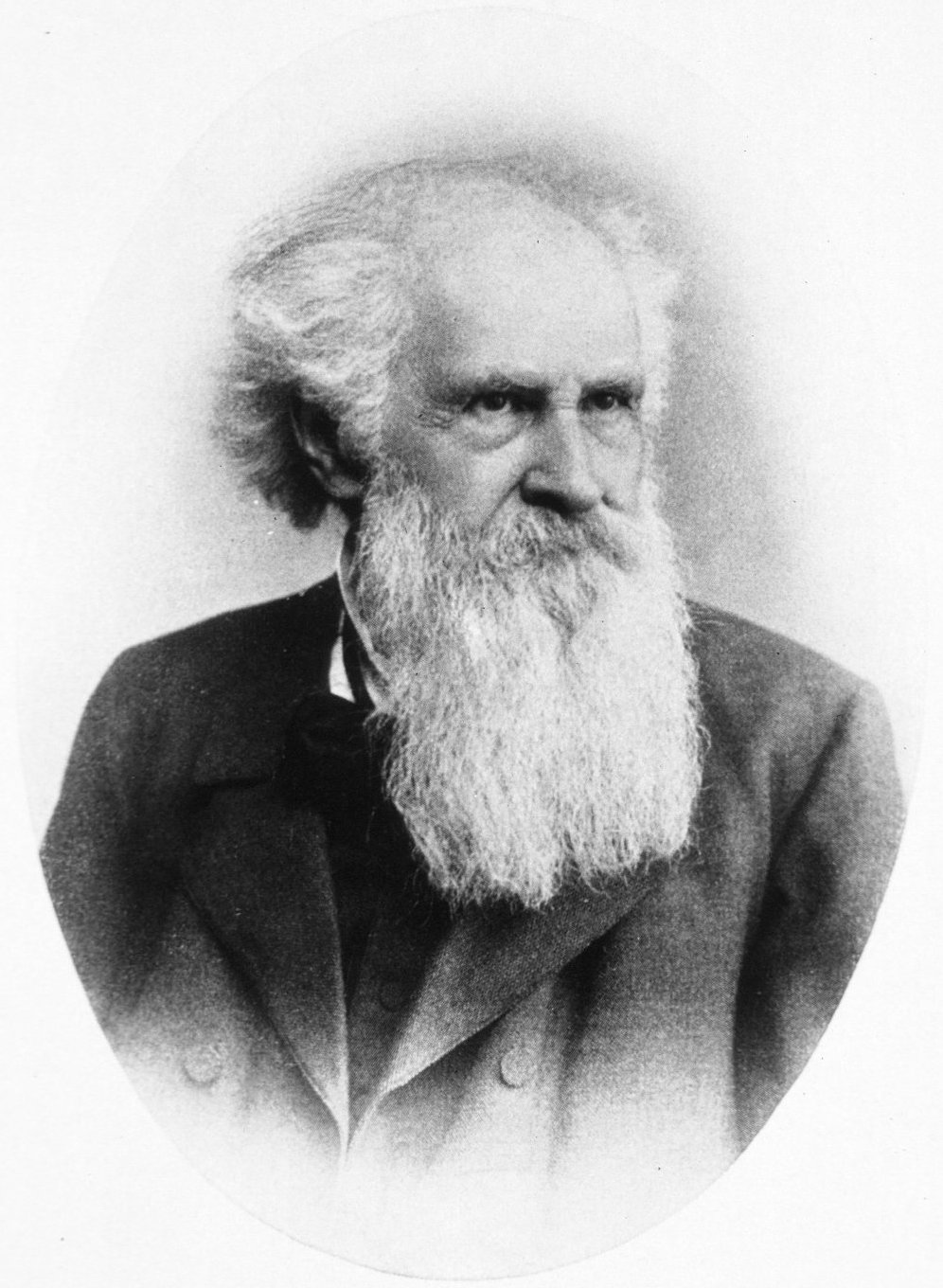
Franz von Leydig, 1907

Franz Leydig, ab 1869 von Leydig, (* 21. Mai 1821 in Rothenburg ob der Tauber; † 13. April 1908 ebenda) war ein deutscher Zoologe und vergleichender Anatom.

## Leben
Leydig studierte ab 1840 Philosophie in München und ab 1842 Medizin in Würzburg, u. a. bei Franz von Rinecker. Er arbeitete ab 1846 als Assistent am Würzburger Institut für Physiologie, wurde dort 1847 in Medizin promoviert, lehrte als „Privatdocent“ mikroskopische Anatomie und wurde anschließend Assistent Albert von Köllikers und 1848 Prosektor der Zootomischen Anstalt.
Nachdem er sich 1849 für Physiologie und Histologie habilitiert hatte, wurde er 1855 außerordentlicher Professor in Würzburg, wo vor allem seine umfangreichen Untersuchungen der heimischen Tierwelt erfolgten und die Grundlagen für sein, die Vergleichende Gewebelehre begründendes Lehrbuch der Histologie des Menschen und der Tiere entstanden.
Im August 1855 heiratete er Katharina Jäger.
1857 nahm er einen Ruf als ordentlicher Professor für Zoologie und vergleichende Anatomie der Universität Tübingen an. 1875 wurde er als Professor an der Universität Bonn zum Mitdirektor des Anatomischen Instituts ernannt und 1885, nach dem Weggang von Oscar Hertwig, auch zum Direktor des dortigen Zoologischen Museums und Instituts. 1887 wurde Leydig emeritiert.
1860 wurde er zum Mitglied der Leopoldina gewählt. Ab 1887 war er korrespondierendes Mitglied der Preußischen Akademie der Wissenschaften und ab 1897 der Russischen Akademie der Wissenschaften in Sankt Petersburg.
Nach Leydig sind u. a. die Leydig-Zellen (die auch Hodenzwischenzellen genannten Zwischenzellen der männlichen Keimdrüse) benannt, die er 1850 histologisch beschrieben hatte. Mit Rudolf Virchow gehört er zu den Mitbegründern der Zellularpathologie.

## Ehrungen
Franz Leydig wurde 1869 mit dem Ritterkreuz des Ordens der Württembergischen Krone ausgezeichnet, verbunden mit dem persönlichen Adelstitel (Nobilitierung).

## Schriften (Auswahl)
- De disseptione vitelli. Medizinische Dissertation Würzburg 1847.
- Zur Anatomie der männlichen Geschlechtsorgane und Analdrüsen der Säugethiere. In: Zeitschrift für wissenschaftliche Zoologie. Band 2, 1850, S. 1–57.
- Beiträge zur mikroskopischen Anatomie und Entwicklungsgeschichte der Rochen und Haie. Leipzig 1852.
- Zum feinen Aufbau der Arthropoden. In: [Müller’s] Archiv für Anatomie, Physiologie und wissenschaftliche Medizin. Berlin 1855, S. 376–480.
- Über Tastkörperchen und Muskelstruktur. In: [Müller’s] Archiv für Anatomie, Physiologie und wissenschaftliche Medizin. Berlin 1856, S. 150–159.
- Lehrbuch der Histologie des Menschen und der Thiere. Meidinger, Frankfurt am Main 1857. (Digitalisat).
- Über das Nervensystem der Anneliden. In: Archiv für Anatomie und Physiologie. Leipzig 1862, S. 90–124.
- Vom Bau des Thierischen Körpers. In: Handbuch der vergleichenden Anatomie. Band 1. Tübingen 1864.
- Neue Beiträge zur anatomischen Kenntnis der Hautdecke und Hautsinnesorgane der Fische. Festschrift zur Feier der 100jährigen Bestehens der Naturforschenden Gesellschaft zu Halle. Halle 1879, S. 129–186.
- Untersuchungen zur Anatomie und Histologie der Thiere. Strauss, Bonn 1883. (Digitalisat).
- Zelle und Gewebe. Neue Beiträge zur Histologie des Tierkörpers. Strauss, Bonn 1885. (Digitalisat).
- Die riesigen Nervenröhren im Bauchmark der Ringelwürmer. In: Zoologischer Anzeiger. Band 9, Jena 1886, S. 591–597.
- Das Parietalorgan der Wirbeltiere. Bemerkungen. In: Zoologischer Anzeiger. Band 10, Jena 1887, S. 534–539.
- Nervenkörperchen in der Haut der Fische. In: Zoologischer Anzeiger. Band 11, Jena 1888, S. 40–44.
- Das Parietalorgan der Reptilien und Amphibien kein Sinnesorgan. In: Biologisches Centralblatt. Band 8, Jena 1889, Nr. 23, S. 797–718.
- Horae zoologicae. Jena 1892.
- Besteht eine Beziehung zwischen Hautsinnesorganen und Haaren? In: Biologisches Zentralblatt. Band 13, Jena 1893, Nr. 11–12, S. 359–375.
- Zur hundertjährigen Gedenkfeier der Schutzpockenimpfung durch Edward Jenner: Gedächtnisrede gehalten beim vierzehnten Congress für Innere Medicin in Wiesbaden von Ernst von Leyden. Bergmann, Wiesbaden 1896.
- Zur Kenntnis der Zirbel- und Parietalorgane. Fortgesetzte Studien. Abhandlungen herausgegeben von der Senckenbergischen naturforschenden Gesellschaft. Frankfurt am Main 1896, Teil 3, S. 217–278.
- Der reizleitende Theil des Nervengewebes. In: Archiv für Anatomie und Physiologie, Anatomische Abteilung. Leipzig 1897, S. 431–464.
- Zirbel und Jacobson’sche Organe einiger Reptilien. In: Archiv für mikroskopische Anatomie und Entwicklungsmechanik. Band 50, 1897, S. 385–418.